# Нанда (Нью-Йорк)
Нанда (англ. Nunda) — місто (англ. town) в США, в окрузі Лівінгстон штату Нью-Йорк. Населення — 2688 осіб (2020).

## Демографія
Згідно з переписом 2010 року, у місті мешкали 3064 особи в 1229 домогосподарствах у складі 831 родини. Було 1372 помешкання
Расовий склад населення:
| - 97,7 % — білих - 0,6 % — чорних або афроамериканців - 0,3 % — азіатів - 0,1 % — вихідців з тихоокеанських островів - 0,1 % — корінних американців |

До двох чи більше рас належало 0,9 %. Частка іспаномовних становила 1,4 % від усіх жителів.
За віковим діапазоном населення розподілялося таким чином: 23,6 % — особи молодші 18 років, 60,4 % — особи у віці 18—64 років, 16,0 % — особи у віці 65 років та старші. Медіана віку мешканця становила 42,6 року. На 100 осіб жіночої статі у місті припадало 96,4 чоловіків;  на 100 жінок у віці від 18 років та старших — 95,8 чоловіків також старших 18 років.
Середній дохід на одне домашнє господарство  становив 59 064 долари США (медіана — 53 042), а середній дохід на одну сім'ю — 69 703 долари (медіана — 65 150). Медіана доходів становила 47 250 доларів для чоловіків та 43 641 долар для жінок. За межею бідності перебувало 16,7 % осіб, у тому числі 25,3 % дітей у віці до 18 років та 7,2 % осіб у віці 65 років та старших.
Цивільне працевлаштоване населення становило 1202 особи. Основні галузі зайнятості: освіта, охорона здоров'я та соціальна допомога — 29,0 %, роздрібна торгівля — 16,6 %, виробництво — 14,2 %.